# 船帆石
船帆石，是一座位於臺灣屏東縣恆春鎮的一個舊期珊瑚礁石，該景觀現由墾丁國家公園管理處維護。

## 概要
該岩石位於社頂公園沿著新開闢的道路向南行約4公里處海濱地帶，其高度約為18公尺，其形成原因被認為是因臺地邊緣陡峭的崖坡長期風化，崖坡底部的岩體受到侵蚀作用而失去支撐能力而向下滾動，墜至海濱地帶的舊期珊瑚礁區域。在民間，船帆石因其遠觀時類似即將起锚的帆船而得名。另一個常用的稱呼是「尼克森頭」，因其形狀與美國前總統理察·尼克森的頭部相似。
由於岩石岩質為更新世形成的石灰岩，與周遭地形相比更加堅硬，因此長期地屹立在海中。當前該岩石所在區域已被劃定為特別景觀區。並禁止遊客於船帆石地區從事攀爬之行為。

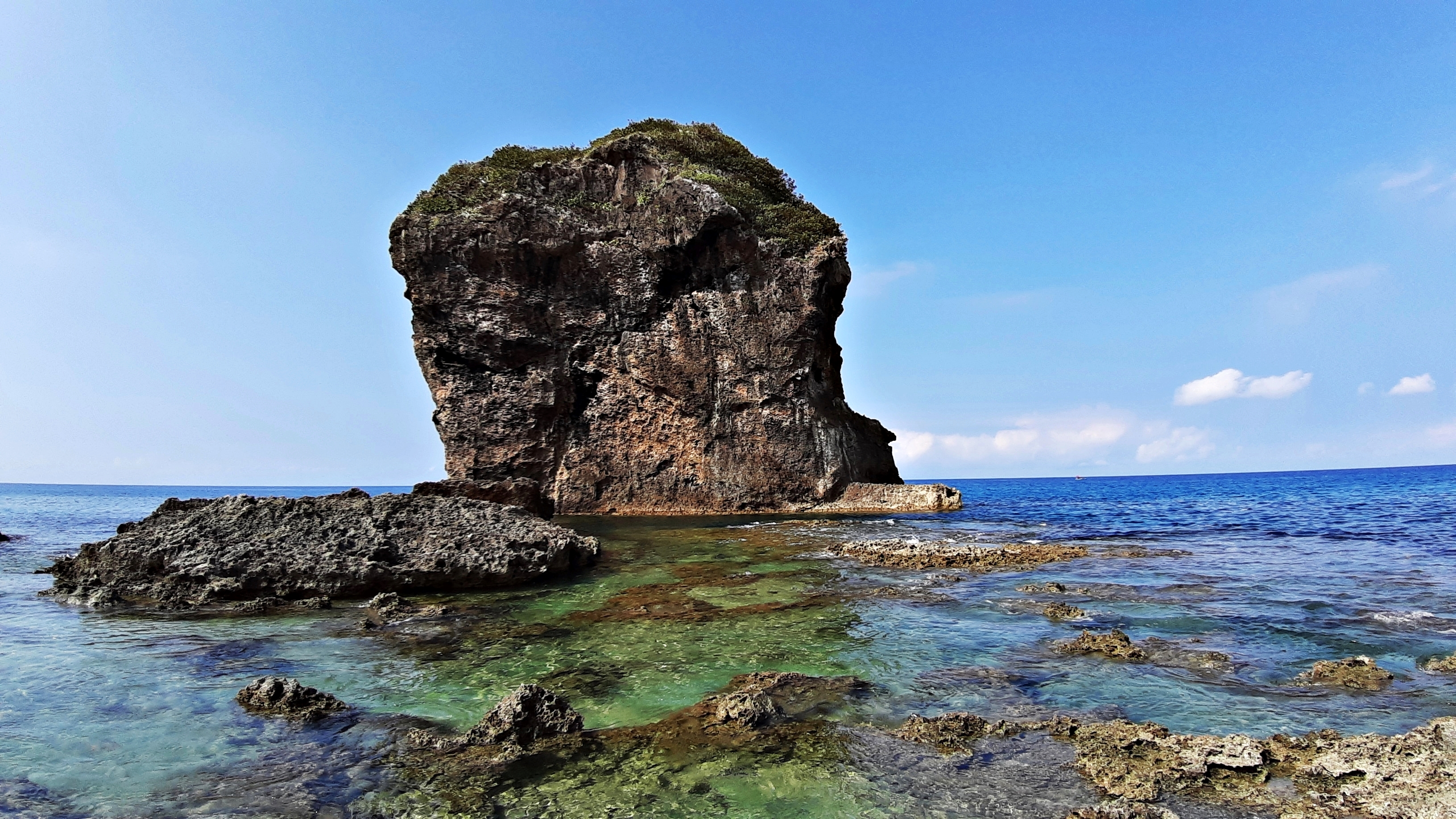
船帆石與周遭的水域環境
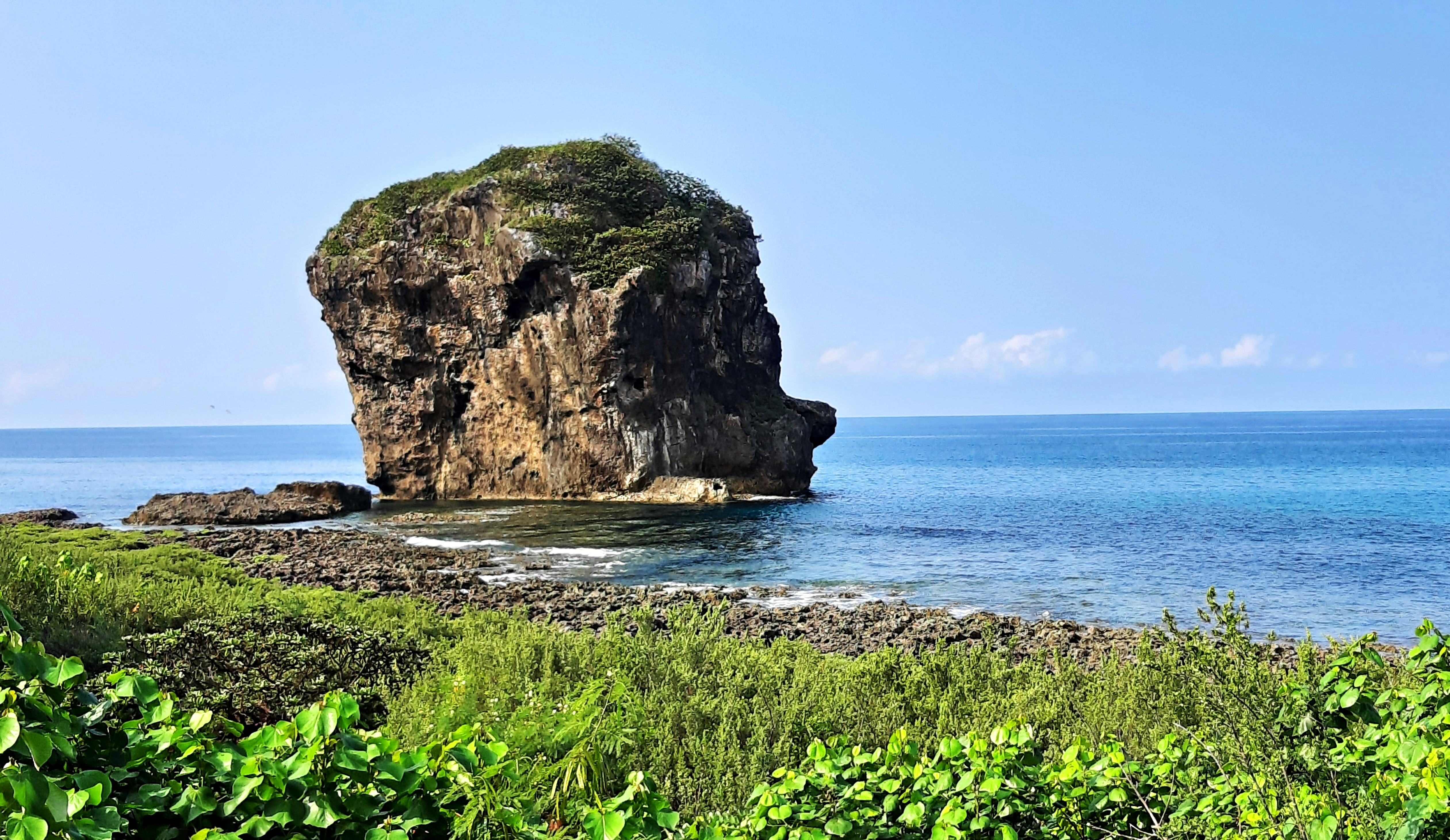
船帆石
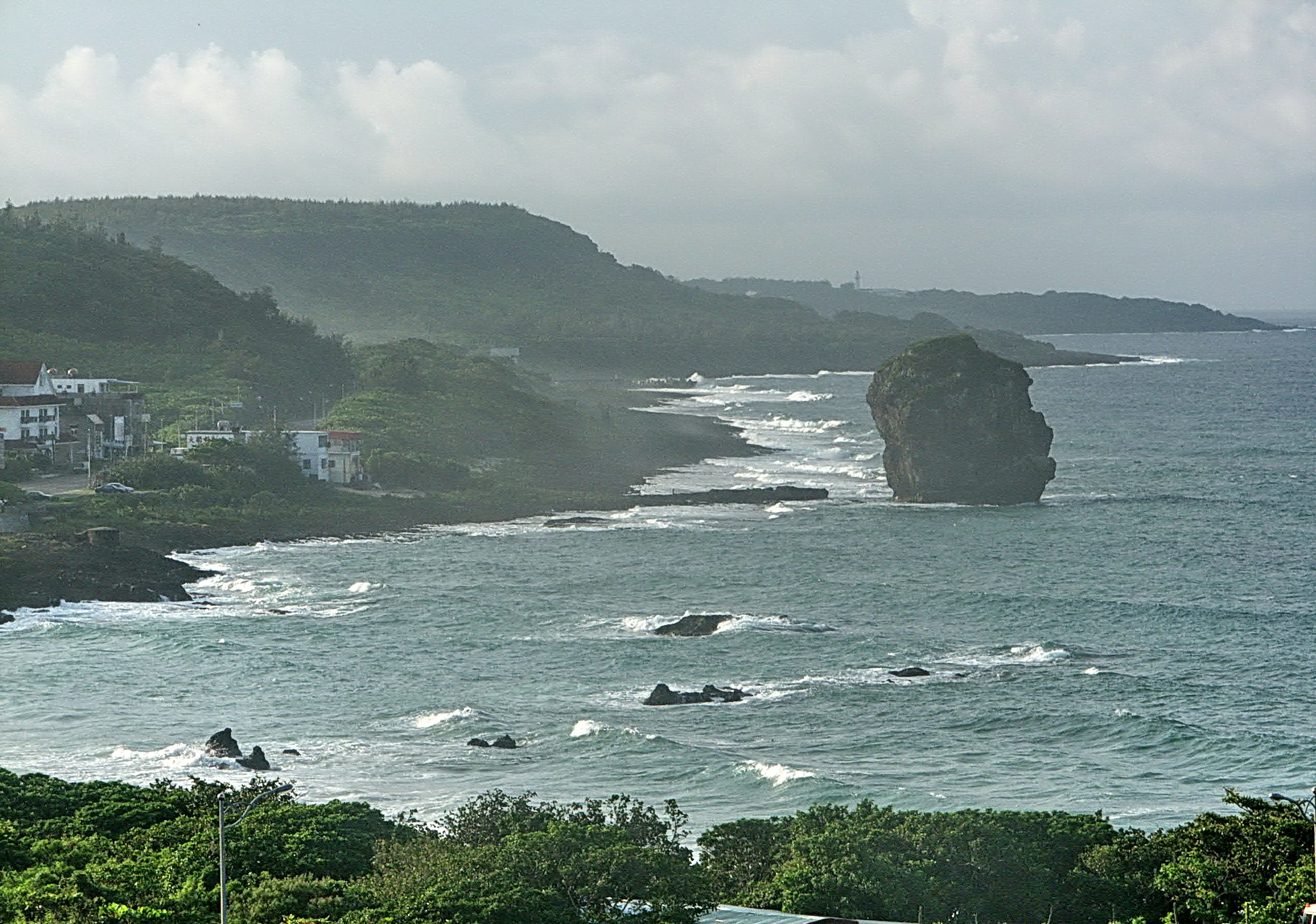
遠方遙望船帆石
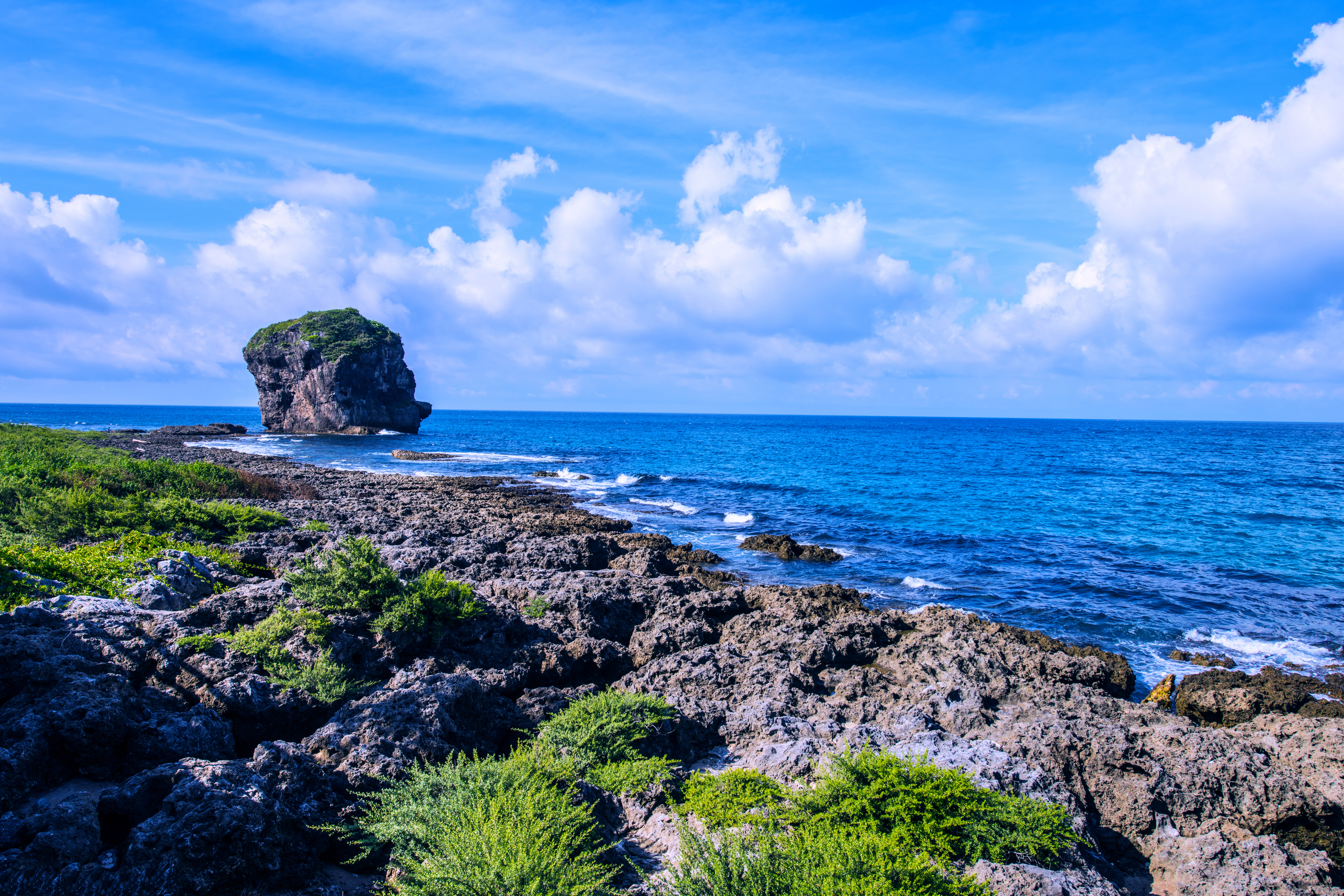
船帆石

## 另見
- 花瓶岩

## 外部連結
- 花瓶岩 - 墾丁國家公園 （页面存档备份，存于）
- 船帆石 - 大鵬灣國家風景區 （页面存档备份，存于）